# Due come noi (film 1983)
Due come noi (Two of a Kind) è un film del 1983, diretto da John Herzfeld.

## Trama
Dio, deluso dall'umanità, intende scatenare un secondo Diluvio universale ma quattro angeli, Charlie, Earl, Gonzales, e Ruth, cercano di impedirlo, chiedendo di rinunciare se loro saranno in grado di trovare esseri umani disposti a sacrificarsi l'uno per l'altro. Per questa prova vengono scelti due giovani che vivono un'esistenza precaria: Zack Melon e Debbie Wylder.
I due vengono a contatto dopo che Zack, indebitato con un gangster, compie una rapina nella banca dove lavora Debbie ma, una volta che il colpo è riuscito, Zack si accorge che nel sacchetto non ci sono i soldi ma dei fogli di carta e Debbie, che li aveva tenuti per sé, viene licenziata. Dopo che questi è riuscito a ritrovarla i due si innamorano e gli angeli ed il demonio lavoreranno, sotto sembianze umane, per fare riuscire o fallire il disegno di salvare la Terra.